# 限界集落
限界集落（げんかいしゅうらく）とは、地域人口の50%以上が65歳以上の集落。若者が流出し、冠婚葬祭などの社会的共同生活を維持することが限界に近づきつつある集落のことである。55歳以上が過半の場合は「準限界集落」と言われる。大野晃が1988年に提唱した概念。
2015年の国土交通省の調査では、今後10年以内に消滅する恐れがあると予測される集落は570あり、いずれ消滅する恐れがあるとみられる集落と合わせると、過疎地域全体の4.8%（3,614集落）になる。

## 概要
日本の人口が増加していた昭和中期までの時代でも、山奥で交通が不便、豪雪などの自然災害といった理由で、住民全員が離村したゴーストタウンは各地にあった（福井県大野郡西谷村〈現：大野市〉など）。少子化と都市部への人口集中が顕在化した昭和後期から平成にかけて、外部との道路が整備され災害への対策がとられていても、限界集落やその予備軍となる地域が増えている。
日本国政府の調査では、住民の半数以上が65歳以上の集落は、2015年度時点で全国に1万5568ある。5年前との比較で174集落が消滅した。高齢者が中心となった集落では、子育て世帯や中年以下の転入が存在しないか、極めて少ない状況が続くと、住民の死去や転出に伴い、集落の維持が難しくなり、無人化する。
こうした事例は、中山間地域や離島で目立つ。このような状態となった集落では、住民自治、生活道路の管理、冠婚葬祭など共同体としての機能が急速に衰えてしまい、やがて消滅に向かう。共同体として存続するための「限界」という意味で「限界集落」と表現されている。「限界集落」にはもはや就学児童など未成年者の世代が存在せず、独居老人やその予備軍のみが残っている集落が多く、病身者も少なくない。

### 提唱の経緯
社会学者の大野晃が、高知大学人文学部教授時代の1988年に最初に提唱した概念である。大野は元々、林業の衰退と再建を研究テーマにしていた。輸入木材によって日本国内の林業は衰退し、山村の人口減と高齢化、それにより、手入れの行き届かなくなった人工林（ことにスギやヒノキの針葉樹林）の荒廃、さらには集落そのものの消滅が進みつつあった。
大野は、集落の実態調査を進めてゆくうち、その現状を指摘するためには「過疎」という用語では実態とずれていると思ったという。そこで大野は、より深刻な実態を指摘するため、敢えて厳しい批判を受ける事を覚悟の上で「限界自治体」「限界集落」という用語を生み出すに至った。なお最初にこの概念が浮かんだのは、高知県吾川郡池川町（現仁淀川町）の岩柄集落である。
大野は、65歳以上の高齢者が地方自治体総人口の過半数を占める状態を「限界自治体」と名付けた。「限界集落」は、この定義を集落単位に細分化したものである。限界集落に次ぐ状態を「準限界集落」と表現し、55歳以上の人口比率が50%を超えている場合とされる。また、限界集落を超えた集落は「超限界集落」から「消滅集落」へと向かう。
大野によれば、2000年（平成12年）の時点で「限界自治体」となっているのは、高知県長岡郡の大豊町のみであるが、2015年（平成27年）には51自治体、2030年には144自治体が「限界自治体」に転落する（ただし、2005年（平成17年）以降の市町村合併は考慮に入れていない）。
2005年には、大豊町に加えて、群馬県甘楽郡の南牧村と福島県大沼郡の金山町および昭和村の1町2村が限界自治体となった。2010年の国勢調査によれば、限界自治体の数は11町村である。具体的には仁淀川町、群馬県多野郡神流町、奈良県吉野郡川上村、徳島県勝浦郡上勝町、長野県下伊那郡の天龍村、大鹿村、和歌山県東牟婁郡北山村が該当する。
2015年の国勢調査では、限界自治体の数は18町村である。具体的には、南牧村、天龍村、川上村、金山町、神流町、大豊町、昭和村、上勝町、仁淀川町、奈良県宇陀郡御杖村、吉野郡東吉野村、山口県熊毛郡上関町、和歌山県東牟婁郡古座川町、山口県大島郡周防大島町、長野県大鹿村、福島県大沼郡三島町、青森県東津軽郡今別町、長野県下水内郡栄村が該当する。なお、北山村は該当しなくなった。財政再建団体となった北海道夕張市は、2006年（平成18年）時点で65歳以上比率が41%と市では最も高齢者比率が高く、2015年国勢調査では48.6%であった。2017年5月末、夕張市は65歳以上人口の比率が50%を越え、日本の市としては初の限界自治体となった。
2020年の国勢調査では、限界自治体の数は60市町村である。市で該当するのは、北海道歌志内市、夕張市、石川県珠洲市、高知県室戸市、土佐清水市の5市である。他に55町村（具体的には、北海道上砂川町、神恵内村、松前町。青森県今別町、外ヶ浜町、深浦町。岩手県西和賀町。秋田県上小阿仁村。福島県金山町、昭和村、三島町、飯舘村。群馬県南牧村、下仁田町、神流町。千葉県御宿町。東京都檜原村、奥多摩町。石川県能登町。長野県天龍村、根羽村、栄村。静岡県西伊豆町。愛知県豊根村、設楽町、東栄町。三重県南伊勢町、大紀町。京都府笠置町。奈良県川上村、東吉野村、黒滝村、吉野町、上北山村、天川村、野迫川村、御杖村、曽爾村。和歌山県古座川町。鳥取県日南町、日野町。広島県安芸太田町。山口県上関町、周防大島町。徳島県上勝町、神山町、牟岐町、那賀町。高知県仁淀川町、大豊町、東洋町。長崎県小値賀町。熊本県山都町。大分県姫島村。宮崎県美郷町）。なお、北山村、大鹿村については該当しなくなった。
同年の同調査では、町丁目レベルで見ると東京特別区に限っても、限界集落が15ヶ所確認された。町丁目のなかに高齢者施設があれば高齢化率は上がるため、そうした特殊要因を排除するために、人口が500人以上の町丁目に限定すると、限界集落は9ヶ所だった。9ヶ所すべて、町の大部分を都営住宅が占めていた。

## 分析
総務省、国土交通省、農林水産省の公式文書で、限界集落を使ったりするが、「集落の限界化」といった表現も採用されている。宮崎県では2008年頃に使用を控える動き、「いきいき集落」への言い換えを行う動きがあった。
社会学者の山下祐介は、限界集落は過疎化が進行し、高齢化が進むことで、やがて消滅集落に至るとの予言にもかかわらず、国の発表した消滅集落を精査するとダム移転など多くが何らかの人為的作用が働いた事例もあることを挙げ、限界集落は「そう簡単に消滅するものではない」と主張している。
100人前後レベルの限界集落は問題があり、地域おこし協力隊員による別の集落への移住が頻発している。2021年に妻子と共に東京都調布市から四国地方の山間部の限界集落移住後に、800人ほどの地方集落に移住した地域おこし協力隊員男性は「人間関係の問題はどこでもあるけど、私が行った集落では都市部のような付かず離れずの関係は許されなかった。郷に入るか、出るかの二者択一だった」と話している。

## 限界集落の区分
| 名称       | 定義                    | 内容                                                                                                   |
| ---------- | ----------------------- | --- |
| 存続集落   | 55歳未満、人口比50%以上 | 跡継ぎが確保されており、共同体の機能を次世代に受け継いでいける状態。                                   |
| 準限界集落 | 55歳以上、人口比50%以上 | 現在は共同体の機能を維持しているが、跡継ぎの確保が難しくなっており、限界集落の予備軍となっている状態。 |
| 限界集落   | 65歳以上、人口比50%以上 | 高齢化が進み、共同体の機能維持が限界に達している状態。                                                 |
| 危機的集落 | 65歳以上、人口比70%以上 | 9軒以下、高齢化が進み、共同体の機能維持が極限に達している状態。                                        |
| 超限界集落 | 特に定義なし            | 特に定義はないが、約5軒以下、限界（危機的）集落の状態を超え、消滅集落への移行が始まっている状態。      |
| 廃村集落   | 1軒2名以下              | 超限界集落の状態を超え、残り1軒となり、集落の機能が完全に消滅した集落の状態。                          |
| 消滅集落   | 人口0                   | かつて住民が存在したが、完全に無住の地となり、文字どおり、集落が消滅した状態。                         |

## 限界集落の実態調査
旧・国土庁が1999年（平成11年）に行った調査においては、やがて消え去る集落の数は日本全体で約2,000集落以上であるとしていた。

### 農林水産省の調査（2005年度）
農林水産省が農村開発企画委員会に委託した「限界集落における集落機能の実態等に関する調査」（2006年［平成18年］3月）によれば、「無住化危惧集落」という概念で整理し、その数を全国で1,403集落と推定している。なお、この調査はセンサスに基づく農業集落を対象としている。

### 国土交通省の集落状況調査（2006年）
国土交通省の「過疎地域等における集落の状況に関するアンケート調査」（調査基準：2006年［平成18年］4月、2007年［平成19年］1月中間報告、2008年［平成20年］8月17日最終報告）がある。この調査は、過疎地域を抱える全国775市町村に対して、そこに所属する62,273集落の状況を尋ねたものである。
その要点は以下のとおり。
- 高齢者（65歳以上）が半数以上を占める集落が7,878集落 (12.7%) ある。
- 機能維持が困難となっている集落が2,917集落 (4.7%) ある。
- 10年以内に消滅の可能性のある集落が423集落、「いずれ消滅」する可能性のある集落が2,220集落、合わせて2,643集落ある。
- この「10年以内」と「いずれ」を合わせた数は1999年（平成11年）の調査と比較して284増加している。

なお、この調査にいう「集落」とは「一定の土地に数戸以上の社会的まとまりが形成された、住民生活の基本的な地域単位であり、市町村行政において扱う行政区の基本単位」のことで世界農林業センサス（農業センサス）における「農業集落」とは異なる概念であることに留意が必要。

### 令和元年度　過疎地域等における集落の状況に関する現況把握調査　（総務省、国土交通省）
2019年（平成31年）4月時点での人口動向等について調査の概要にて以下のように発表されている。
- 前回調査（4年前）と比較して、集落数は0.6%（349集落）減少。集落人口は6.97%（72万5590人）減少。集落の平均人口は169.3人から158.4人へと減少。
- 住民の半数以上が65歳以上である集落の割合は32.2%（20,372集落）。また、75歳以上である集落の割合は5.8%（3,676集落）。
- 今後10年以内に消滅（無人化）する可能性がある集落は0.7%（454集落）であり、いずれ消滅（無人化）すると予測されている集落は4.3%（2,744集落）となっている。

## 都市部の類似現象
21世紀になってから、過疎地以外の大都市圏でも、限界集落に類似した現象が見られるようになった。一例として、2008年に限界集落であることが判明した、東京都新宿区の戸山団地が挙げられる。
都市圏のベッドタウンやかつての新興住宅地などにおける単身者向けの大規模公営団地に高齢者の入居が集中するなどの問題のほか、数十年前に一斉に入居した核家族世帯の子供が独立して親世代のみになるなどして、高齢化率が極端に上昇してしまう現象である。生活困難化による孤独死や共同体の崩壊など、農山漁村の僻地や離島にある過疎地域の限界集落と同様の問題を抱え込んでおり複雑な状況である。
これらを都市部で高齢化が深刻な地区を指して、「限界団地」や「限界マンション」、「限界都市」といった派生語も使われるようになっている。

## 限界集落の再生
現在、限界集落の再生という取組も各地方で行われている。集落で空き家（古民家）になってしまった複数の建物を改修し、事業化する事で集落の人々で運営することで再び、その地域にスポットがあたり活気を取り戻すという取組である。それらは「小さな拠点」整備事業とも呼ばれ、内閣府の推進する事業の1つとなっている。事業化には宿泊、カフェ、レストラン、コミュニティ施設などがある。成功事例として有名なのが兵庫県丹波篠山市に位置する「集落丸山」などがある。2009年に取組を開始し、わずが3年で見違えるほどの再生を成し遂げている。集落丸山では集落の住人自らが事業主体となっており、民宿を経営している。経営は特定非営利活動法人にすることで運営されている。

### 他に限界集落を再生する取り組み
1. 集落営農法人・集落営農組合化として始める。
2. 農業法人を創業する。
3. 労働者協同組合（ワーカーズコレクティブ）として人材を増やして共同で出資する。
4. 集団農場化として大量生産をする。
5. 地域活性化（まちおこし）を起こし若者を増やす取り組み。
6. 空き家を活用して商業を運営する。

## 限界集落にまつわる作品

### 文学
- 『限界集落株式会社』黒野伸一著、小学館(2011年、4万部）、小学館文庫（2013年、3か月で10万部）[23]
- 『残された者たち』 小野正嗣 (著) (集英社文庫 2015/5/20）

### 漫画
- 『限界集落(ギリギリ)温泉』鈴木みそ(著)、エンターブレイン（ビームコミックス2010年～2012年）、Kindle版 出版社：鈴木みそ; 第2版 (2013/1/5)

### テレビ番組
- ナポレオンの村 （TBS日曜劇場）
- NHK総合テレビ（NHK土曜ドラマ）『限界集落株式会社』、2015年1月31日～。毎週土曜日21:00 放送。
- ワンステップ!（TBS）若者たちがボランティアをする番組であるが 限界集落を扱ったものが多かった。